# Монумент воинам Третьей ударной армии
Монумент воинам Третьей ударной армии — воинский мемориал в Москве в Серебряном Бору на Таманской улице. Открыт 27 апреля 1975 года к 30-летию победы в Великой Отечественной войне. Автор монумента — московский художник А. А. Андреев. Памятник относится к категории «городская скульптура».
Именно в московском Серебряном Бору в декабре 1941 года была сформирована 3-я ударная армия, и отсюда начался её боевой путь. Монумент в виде большой прямоугольной стелы представляет собой архитектурный триптих. В центральной части — контурная пятиконечная звезда с серпом и молотом, изготовленная из нержавеющей стали. Справа на бетонной стенке показан боевой путь 3-й ударной армии от Серебряного Бора до Берлина. Слева — табличка с надписью: «Здесь, в Серебряном бору, в декабре 1941 года размещался штаб 3-й Ударной армии, войска которой принимали участие в разгроме врага под Москвой, освобождали города и населённые пункты Калининской и Псковской областей, Советской Латвии и Польши, в 1945 году штурмовали Берлин и водрузили Знамя Победы над рейхстагом». В обрамлении композиции использованы Георгиевские ленты.
Позднее слева от монумента была установлена пушка ЗиС-3 образца 1942 года.